# Міжнародний консорціум УДК
Міжнародний консорціум УДК (англ. UDC Consortium) — це міжнародна некомерційна організація, створена для керівництва розробкою та розповсюдженням універсальної десяткової класифікації (УДК) в інтересах своїх користувачів. Консорціум був заснований Міжнародною федерацією з інформації та документації (МФІД) та видавцями голландських, англійських, французьких, японських та іспанських видань у 1991 році. Одним з основних напрямів діяльності консорціуму є розробка електронної бази даних еталона УДК англійською мовою (Master Reference File, MRF), який, на відміну від повного видання німецькою мовою, є стандартною (середньою) версією УДК. З юридичної точки зору УДК є інтелектуальною власністю Консорціуму а також його уповноважених представників. Саме тому ніхто не має права робити зміни чи доповнення у таблиці без офіційної на це згоди Консорціуму УДК. Інформування ліцензіатів та розробників національних версій УДК та користувачів про здійснені Консорціумом зміни та доповнення відбувається за допомогою випуску спеціального щорічного журналу «Extensions and Corrections to the UDC».

## Завдання консорціуму
Консорціум має стратегічні, управлінські та рекламні цілі, пов'язані з УДК. Він призначає редакційну групу та консультативну раду з міжнародним членством для нагляду за змістом УДК та сприяє її регулярному перегляду з метою збереження її змістовної актуальності. 
Основні види діяльності Консорціуму:
- технічне обслуговування та розповсюдження авторизованої версії УДК: основний довідковий файл УДК
- публікація графіків і підручників УДК
- підтримка видавців УДК в усьому світі шляхом надання ліцензій та ліцензійних грантів, надання послуг перекладу, консультації та маркетинг
- підтримка користувачів УДК, відповіді на запити, пов'язані з нею, публікація та передача документації
- участь, просування та підтримка досліджень УДК
- підтримка освіти та підготовка УДК через співпрацю з бібліотечними школами та надання даних УДК для навчання та викладання
- організація регулярних міжнародних заходів, що об'єднують різні категорії учасників з метою примноження на обміну досвідом у сфері організації знань
- зберігання та збереження спадщини УДК шляхом архівування, збору та оцифрування документації та публікацій УДК

Щоденне управління діяльністю Консорціуму здійснюється з офісу, штаб-квартира якого знаходиться в Коінкількейській бібліотеці в Гаазі.

## Члени консорціуму
- Іспанська асоціація стандартизації та сертифікації (AENOR), (Іспанія):
- Всеросійський інститут науково-технічної інформації Російської академії наук, (Росія);
- Національна бібліотека Чеської Республіки, (Чехія);
- Словацька національна бібліотека, (Словаччина);
- Національна та Університетська бібліотека в Любляні, (Словенія);
- Національна та університетська бібліотека в Загребі, (Хорватія);
- Національна бібліотека Польщі, (Польща);
- Національна бібліотека імені Ференца Сечені, (Угорщина);
- Національна бібліотека Сербії, (Сербія).

## Виконавчий комітет консорціуму
- Голова UDCC: Ірена Сешек (Словенія);
- Віце-голова UDCC: Ана Стеванович (Сербія);
- Головний редактор UDCC: Аїда Славік, (Великобританія).

## Адреса
- Prins Willem-Alexanderhof 5, 2595 BE Den Haag, Нідерланди